# Mille Soleils
Ne doit pas être confondu avec Mille soleils splendides.
Pour plus de détails, voir Fiche technique et Distribution.
Mille Soleils est un documentaire français réalisé par la Franco-Sénégalaise Mati Diop, sorti en 2013.
Il a notamment été primé au Festival international de cinéma de Marseille et au Festival du nouveau cinéma de Montréal.

## Synopsis
Il y a quarante ans, Magaye Niang était le héros du film Touki Bouki. Aujourd'hui, il est toujours vacher à Dakar. Lors d'une projection hommage où il est invité, Magaye est pris de regrets… Il est temps de retrouver l'amour qu'il quittait à la fin du film.

## Fiche technique
- Titre : Mille Soleils
- Scénario et réalisation : Mati Diop
- Photographie : Mati Diop, Hélène Louvart
- Montage : Nicolas Milteau
- Son : Bruno Ehlinger, Alexandre Lesbats, Alloune MBow
- Distribution : Magaye Niang, Mareme Niang (voix), Wasis Diop
- Production : Anna Sanders Films
- Pays d'origine :  France
- Langue : wolof
- Format : couleur, 35 mm
- Genre : documentaire
- Durée : 45 minutes
- Dates de sortie : 2 avril 2014 en salles en France

## Distinctions
- Festival international de cinéma de Marseille 2013 : Grand prix de la Compétition Internationale[1]
- Festival du nouveau cinéma de Montréal 2013 : Loup argenté[2]
- Festival international du film d'Amiens 2013 : Prix du Moyen métrage[3]

## Autour du film
- Le film Touki Bouki a été réalisé par Djibril Diop Mambéty, l'oncle de Mati Diop et le frère de Wasis Diop.
- Dans Mille soleils, l'histoire des acteurs se mêle à celle des personnages de Touki Bouki : Magaye est effectivement vacher et Mareme est effectivement partie en Occident.
- Lors du festival de Cannes 2008, Mati Diop a présenté un premier essai de son documentaire, alors intitulé 1000 soleils[4].